# Saint-Martin-le-Hébert
Saint-Martin-le-Hébert és un municipi francès situat al departament de la Manche i a la regió de Normandia. L'any 2007 tenia 135 habitants.

## Demografia

### Població
El 2007 la població de fet de Saint-Martin-le-Hébert era de 135 persones. Hi havia 56 famílies de les quals 16 eren unipersonals (4 homes vivint sols i 12 dones vivint soles), 12 parelles sense fills, 24 parelles amb fills i 4 famílies monoparentals amb fills.
La població ha evolucionat segons el següent gràfic:
Habitants censats

### Habitatges
El 2007 hi havia 71 habitatges, 58 eren l'habitatge principal de la família, 7 eren segones residències i 6 estaven desocupats. Tots els 71 habitatges eren cases. Dels 58 habitatges principals, 47 estaven ocupats pels seus propietaris i 11 estaven llogats i ocupats pels llogaters; 1 tenia una cambra, 2 en tenien dues, 3 en tenien tres, 23 en tenien quatre i 29 en tenien cinc o més. 49 habitatges disposaven pel capbaix d'una plaça de pàrquing. A 21 habitatges hi havia un automòbil i a 32 n'hi havia dos o més.

### Piràmide de població
La piràmide de població per edats i sexe el 2009 era:
| Homes | Edats   | Dones |
| ----- | ------- | ----- |
| 0     | 95 o +  | 0     |
| 0     | 90 a 94 | 0     |
| 0     | 85 a 89 | 0     |
| 0     | 80 a 84 | 4     |
| 8     | 75 a 79 | 0     |
| 0     | 70 a 74 | 4     |
| 8     | 65 a 69 | 4     |
| 4     | 60 a 64 | 8     |
| 0     | 55 a 59 | 0     |
| 4     | 50 a 54 | 0     |
| 0     | 45 a 49 | 4     |
| 16    | 40 a 44 | 8     |
| 8     | 35 a 39 | 8     |
| 4     | 30 a 34 | 4     |
| 4     | 25 a 29 | 0     |
| 0     | 20 a 24 | 8     |
| 0     | 15 a 19 | 20    |
| 0     | 10 a 14 | 8     |
| 8     | 5 a 9   | 8     |
| 16    | 0 a 4   | 0     |

## Economia
El 2007 la població en edat de treballar era de 97 persones, 68 eren actives i 29 eren inactives. De les 68 persones actives 62 estaven ocupades (36 homes i 26 dones) i 6 estaven aturades (1 home i 5 dones). De les 29 persones inactives 11 estaven jubilades, 6 estaven estudiant i 12 estaven classificades com a «altres inactius».

### Ingressos
El 2009 a Saint-Martin-le-Hébert hi havia 59 unitats fiscals que integraven 143 persones, la mediana anual d'ingressos fiscals per persona era de 15.726 €.

### Activitats econòmiques
L'any 2000 a Saint-Martin-le-Hébert hi havia 15 explotacions agrícoles que ocupaven un total de 342 hectàrees.

## Poblacions més properes
El següent diagrama mostra les poblacions més properes.